# Pęchery-Łbiska
Pęchery-Łbiska (prononciation : [pɛ̃ˈxɛrɨ ˈwbiska]) est un village polonais de la gmina de Piaseczno dans le powiat de Piaseczno de la voïvodie de Mazovie dans le centre-est de la Pologne.

## Histoire
De 1975 à 1998, le village appartenait administrativement à la voïvodie de Varsovie.